# Teba Bunuk
Teba Bunuk is een bestuurslaag in het regentschap Tanggamus van de provincie Lampung, Indonesië. Teba Bunuk telt 736 inwoners (volkstelling 2010).